# Xiaoping Shuiku
Xiaoping Shuiku (kinesiska: 小坪水库) är en reservoar i Kina. Den ligger i provinsen Fujian, i den sydöstra delen av landet, omkring 280 kilometer sydväst om provinshuvudstaden Fuzhou. I omgivningarna runt Xiaoping Shuiku växer huvudsakligen savannskog.
Genomsnittlig årsnederbörd är 1 747 millimeter. Den regnigaste månaden är maj, med i genomsnitt 350 mm nederbörd, och den torraste är oktober, med 20 mm nederbörd.